# Михайло Кабанов
Михайло Кабанов (18 січня 1979, АР Крим, Україна — 1 вересня 2023) — український громадський та культурний діяч, актор, перформер, екс-учасник гурту «Оркестр Че», артдиректор легендарного харківського пабу «Стіна», співпрацівник музичного пабу «Черчіль».

## Життєпис
Народився у 1979 році в АР Крим.
2000 закінчив Харківський національний університет мистецтв імені Івана  Котляревського, за спеціальністю «актор драматичного театру та кіно». Навчався разом з Сергієм Бабкіним.
В інститутському гуртожитку познайомився з Олегом Кадановим та Сергієм Савенко, з якими у 2002 році утворили арт-рок-гурт «Оркестр Че». З 2003 (після запису першого альбому «Люди. Риби.Птахи» починає гастролювати Україною. Головним завданням на концертах саме Кабанова є перформанс, з чим він успішно справляється, адже ця частина концертів гурту вважається чи не найбільш захоплюючою для глядачів.
Активно бере участь у діяльності «Оркестру Че» до самого розпаду гурту в 2016 році. Довгий час співпрацював з популярним харківським музичним пабом «Черчилль». Безперервно був артдиректором харківського пабу «Стіна», який його зусиллями був перетворений у культове місце для націонал-патріотичного і проукраїнського культурного середовища.
Довгий час підтримував активні стосунки з середовищем вболівальників ФК Металіст (Харків).
У подіях 2014 року виголошував активну проукраїнську позицію. З 24 лютого 2022 року вів активну волонтерську діяльність.
Жив та працював у Харкові. Разом з жінкою Юлією виховував сина Єгора.
Помер 1 вересня 2023 року у віці 44 років (зупинка серця). Церемонія прощання відбулася 5 вересня в храмі Івана Богослова у Харкові. Похований на 18-му кладовищі (Безлюдівському).

## Проєкти

### Паб«Стіна»

Вхідна група пабу «Стіна».

2014 року у пабі було організовано волонтерський пункт, де здійснювався збір коштів та майна для добровольців. Михайло активно підтримував партизанський загін «Чорний Корпус», а потім батальйон та полк «Азов». Це стало причиною організації проросійськими терористами (так званими «харківськими партизанами») теракту 9 листопада 2014 року в приміщенні пабу. Під барну стійку було закладено вибухівку. В результаті вибуху постраждало 11 осіб, в тому числі артдиректор пабу Михайло Кабанов. Вже 19 грудня 2014 року паб був відремонтовано та відновлено його робту.